# 9178 Momoyo
9178 Momoyo (1991 DU) là một tiểu hành tinh vành đai chính được phát hiện ngày 23 tháng 2 năm 1991 bởi S. Inoda và T. Urata ở Karasuyama.